# 상주동부초등학교
상주동부초등학교는 대한민국 경상북도 상주시 헌신동에 위치해 있는 공립 초등학교이다.

## 학교 연혁
- 1944년 4월 1일 상주동부공립국민학교 개교(설립인가 3월 5일)
- 1946년 2월 1일 현 주소지로 이전
- 1986년 3월 1일 병설유치원 개원
- 1996년 3월 1일: 상주동부초등학교로 개명
- 2003년 8월 26일: 과학실. 급식소 시설 현대화

## 참고 자료
- 상주동부초등학교 - 한국교육학술정보원 학교알리미